# Сенченко Георгій Миколайович
Георгій Миколайович Сенченко (1962, Київ) — український художник та дизайнер, працює в стилі трансавангард. Працював разом з Арсеном Савадовим з 1982 до 1996 року, зокрема художники створили відому картину «Сум Клеопатри» (1987), а також спільні фото- та відео-проекти. Представник Нової хвилі

## Біографія
Закінчив театральний відділ Київського державного художнього інституту у 1986 році. Від 1996 року займався комерційним дизайном. 2017 року повернувся до живопису з виставкою «Сім різновидів паніки».
У 2011 році виступив як сценограф у проєкті Костянтина Дорошенка «Фатальні стратегії», який отримав гран-прі Міжнародної премії Ukrainian Event Award і перші місця в номінаціях «Кращий культурний захід» і «Краща творча концепція заходу»..